# Scarus prasiognathos
Scarus prasiognathos là một loài cá biển thuộc chi Scarus trong họ Cá mó. Loài này được mô tả lần đầu tiên vào năm 1840.

## Từ nguyên
Từ định danh của loài được ghép bởi hai từ trong tiếng Hy Lạp cổ đại: prásios (πράσιος, "xanh như tỏi tây") và fasciatus (γνάθος, "hàm răng"), hàm ý đề cập đến bộ hàm (thực ra là răng của chúng hợp thành phiến) được mô tả là "vẫn còn giữ màu xanh lục bắt mắt" khi được ngâm trong rượu.

## Phạm vi phân bố và môi trường sống
Ở Ấn Độ Dương, S. prasiognathos được biết đến tại Lakshadweep, quần đảo Andaman và Nicobar, Maldives, quần đảo Chagos, quần đảo Cocos (Keeling) và đảo Giáng Sinh cũng như bờ biển Tây Úc. Từ biển Andaman, S. prasiognathos được ghi nhận trên khắp vùng biển các nước Đông Nam Á và Papua New Guinea; ngược lên phía bắc đến vùng biển phía nam Nhật Bản; mở rộng về phía đông đến Palau, Yap (Liên bang Micronesia) và quần đảo Solomon.
Môi trường sống của S. prasiognathos là các rạn san hô viền bờ và rạn san hô trong các đầm phá, độ sâu được tìm thấy đến ít nhất là 25 m.

## Mô tả
S. prasiognathos có chiều dài cơ thể tối đa được biết đến là 70 cm. Vây đuôi của cá đực lõm sâu hơn ở cá cái, tạo thành hình lưỡi liềm. Cá đực có thể có răng nanh ở phía sau phiến răng của hàm trên (không có ở hàm dưới).
Cá cái màu nâu đỏ, giống với Scarus altipinnis, tuy nhiên S. prasiognathos có nhiều vệt đốm trắng trên cơ thể; cá cái của hai loài đều có vệt xanh ở dưới mắt. Cá đực có màu xanh lục lam, đặc trưng bởi vùng màu xanh lục tươi ở hai bên má và dưới họng. Hai thùy đuôi có dải màu cam viền xanh lam.
Số gai vây lưng: 9; Số tia vây ở vây lưng: 10; Số gai vây hậu môn: 3; Số tia vây ở vây hậu môn: 9; Số tia vây ở vây ngực: 15.

## Sinh thái học
Thức ăn của S. prasiognathos chủ yếu là tảo. S. prasiognathos thường hợp thành đàn lớn, nhưng cũng có thể sống đơn độc. Loài này được đánh bắt để làm thực phẩm.